# أبوسوم ريغ
أبوسوم ريغ (الاسم العلمي:Monodelphis reigi)، هو نوع من الأبوسوم يتواجد في الغابات الجبلية في حديقة كانيما الوطنية، فنزويلا على ارتفاع 1300 متر في جبال سييرا دي ليما.